# Hans Nordvik
Hans Theodor Nordvik (ur. 1 sierpnia 1880 w Trondenes, zm. 22 lipca 1960 w Oslo) – norweski strzelec, złoty medalista olimpijski.
Wziął udział w igrzyskach olimpijskich w 1912 w Sztokholmie, ale nie udało mu się zdobyć żadnego medalu. Osiem lat później, w Antwerpii, zdobył złote medale w konkurencjach runda pojedyncza i podwójna do sylwetki jelenia, drużynowo.